# Racca Rovers
El Racca Rovers (también escrito como Raccah Rovers) fue un equipo de fútbol de Nigeria que participó en la Liga Premier de Nigeria, la liga de fútbol más importante del país.

## Historia
Fue fundado en la ciudad de Kano, siendo el segundo equipo del norte de Nigeria en ganar el título, en el año 1978; único título que ganó. Fue uno de los equipos que crearon la Liga Nacional de Nigeria en 1979. 
Clasificó a su única participación a nivel internacional al año siguiente en la Copa Africana de Clubes Campeones de 1979, donde alcanzó los cuartos de final.
El equipo desapareció en el año 1994 y lo que se recuerda más del Racca Rovers fue la victoria ante Fluminense Football Club 2-1 en un juego amistoso en Lagos en 1978, donde Pelé jugó 45 minutos para el equipo brasileño.

## Palmarés
- Liga Premier de Nigeria: 1

1978
- Copa de Nigeria: 0
  - Sub-Campeón: 1

1977

## Participación en competiciones de la CAF
| Temporada | Torneo                            | Ronda            | Club     | Casa | Visita | Global |
| --------- | --------------------------------- | ---------------- | -------- | ---- | ------ | ------ |
| 1979      | Copa Africana de Clubes Campeones | 2                | Simba SC | 2-0  | 0-0    | 2-0    |
| 1979      | Copa Africana de Clubes Campeones | Cuartos de final | US Gorée | 1-0  | 0-2    | 1-2    |

## Jugadores destacados
| - Annas Ahmed - Baba Otu Mohammed - Felix Owolabi - Shefiu Mohammed - Walter Osai - Husseini Alabi (C) | - Ahmed Abubakar Garba - Abdulwahab Haruna - Grandson Abbas - Abdulaziz Ahmed - Godwin Bankole - Ahmed Musa | - Idris Musa - Kalala Mohammed - Ahmed Garba (Yaro Yaro) - Ilyasu Yashin |